# Emil Bonetti
Emil Bonetti (* 28. August 1922 in Hard; † 9. Juli 2007 in Dornbirn) war ein katholischer Kaplan, der im österreichischen Bundesland Vorarlberg mehrere Sozialprojekte leitete. Bonetti wurde insbesondere für sein Wirken im „Haus der jungen Arbeiter“ in Dornbirn, einem Wohnprojekt, das Menschen am Rande der Gesellschaft eine Bleibe bot, bekannt und mehrfach ausgezeichnet. Der Trägerverein des Projekts trägt heute den Namen „Verein der Freunde Kaplan Bonetti“.

## Leben und Wirken

### Jugend und Wehrmachts-Desertation
Emil Bonetti war der Sohn italienischer Einwanderer. Im Februar 1940 wurde der 17-jährige Vorarlberger zum Reichsarbeitsdienst eingezogen und am 1. Dezember 1940 als Obervormann aus diesem wieder entlassen. Bereits am 7. Jänner 1941 rückte er in der Folge gezwungenermaßen zum Gebirgsjäger-Ersatz-Regiment 136 in Landeck ein, bei dem er bis zu seiner freiwilligen Meldung zum Einsatz im Afrika-Korps Anfang 1943 verblieb. Beim Afrika-Korps wurde er dem II./Panzergrenadier-Regiment 3 in Sizilien zugeteilt. Ab Mai 1943 war er für dieses als Dolmetscher und Regimentsschreiber tätig. Anfang August 1943 desertierte Bonetti von der deutschen Wehrmacht und versteckte sich zunächst erfolgreich unter der italienischen Zivilbevölkerung.
Schließlich entschied er sich, unter falscher Identität einem Aufruf zu folgen, der italienische Arbeiter für die deutsche Rüstungsindustrie anwarb. Ausgestattet mit gefälschten italienischen Papieren unter dem Namen Emilio Bonetti reiste er somit in die Tiroler Gemeinde Wörgl, wo er in einem Auffanglager kurzzeitig als Lagerbuchhalter und Dolmetscher beschäftigt war. Am 31. August 1944 flog der Schwindel allerdings auf und Bonetti wurde verhaftet. Nach der Überstellung ins Gefängnis nach Innsbruck wurde er vom Gericht der Division Nr. 418, Zweigstelle Innsbruck, wegen „Fahnenflucht im Felde“ zu fünf Jahren Zuchthaus, zum Verlust der Wehrwürdigkeit und zum Rangverlust verurteilt. Einen Teil seiner Zuchthausstrafe saß Emil Bonetti in der Folge in Fort Zinna im heutigen deutschen Bundesland Sachsen ab. Anschließend wurde er einer Strafkompanie zugeteilt und in den Fronteinsatz geschickt, wo er im Februar 1945 bei einem Bauern als Landwirtschaftshelfer unterkam und schließlich das Kriegsende erlebte.

### Theologiestudium und Priestertätigkeit
Nach dem Krieg holte Emil Bonetti als Externist am Gymnasium Bregenz die Matura nach und studierte anschließend von 1947 bis 1952 Philosophie und Theologie am Canisianum in Innsbruck. Am 25. Juli 1952 empfing Emil Bonetti schließlich die katholische Priesterweihe. Er wurde danach Kaplan in den Pfarren Dornbirn-Haselstauden und Hohenems.
Im Jahr 1957 übernahm er schließlich von Edwin Fasching die Leitung über ein Projekt, das seine Tätigkeit fortan maßgeblich bestimmen und sein Lebenswerk werden sollte. Das neu gegründete „Haus der jungen Arbeiter“ direkt am Dornbirner Bahnhof war zunächst als Arbeiterwohnheim für die zuwandernden Gastarbeiter aus Kärnten und der Steiermark konzipiert. Im Laufe der Zeit änderten sich die Bewohner und die Aufgaben des Heims. So wurden die innerösterreichischen Gastarbeiter zunächst durch jene aus Jugoslawien und der Türkei abgelöst, um schließlich ihrerseits Platz zu machen für Asylwerber und Menschen in massiven sozialen Problemlagen, wie etwa Drogensucht sowie Arbeits- und Wohnungslosigkeit. Um die organisatorische Leitung und die seelische und geistliche Betreuung des Hauses kümmerte sich Kaplan Bonetti in der Folge fünf Jahrzehnte seines Lebens.
Daneben war er auch als Religionslehrer in den Dornbirner Berufsschulen, als Gefängnisseelsorger in der Justizanstalt Feldkirch sowie als Kaplan in den Dornbirner Pfarren Haselstauden und Rohrbach tätig.
Am 9. Juli 2007 starb Emil Bonetti im Alter von fast 85 Jahren an einem langjährigen Krebsleiden.

## Auszeichnungen und Ehrungen
Für sein umfangreiches soziales Engagement wurde Emil Bonetti zahlreich ausgezeichnet. So wurde er vom Bischof von Feldkirch zum Geistlichen Rat ernannt, erhielt 1979 den Toni-Russ-Preis der Vorarlberger Nachrichten, 1982 das Ehrenzeichen des Landes Vorarlberg in Silber, weiters das Ehrenzeichen der Gemeinde Hard, den Ehrenring der Stadt Dornbirn und schließlich am 20. Mai 2007 von Landeshauptmann Herbert Sausgruber persönlich das Ehrenzeichen des Landes Vorarlberg in Gold, die höchste Auszeichnung des Bundeslands Vorarlberg.
Nach seinem Tode wurde das „Haus der jungen Arbeiter“ in „Kaplan Bonetti Sozialwerke“ umbenannt. Am 23. Juni 2016 beschloss die Stadtvertretung von Dornbirn, mit Wirkung vom 1. September einen Teil der Gilmstraße zu Ehren von Emil Bonetti in „Kaplan-Bonetti-Straße“ umzubenennen, sodass das Hauptgebäude der Institution nun die Adresse „Kaplan-Bonetti-Straße 1“ trägt.